# Československé státní dráhy

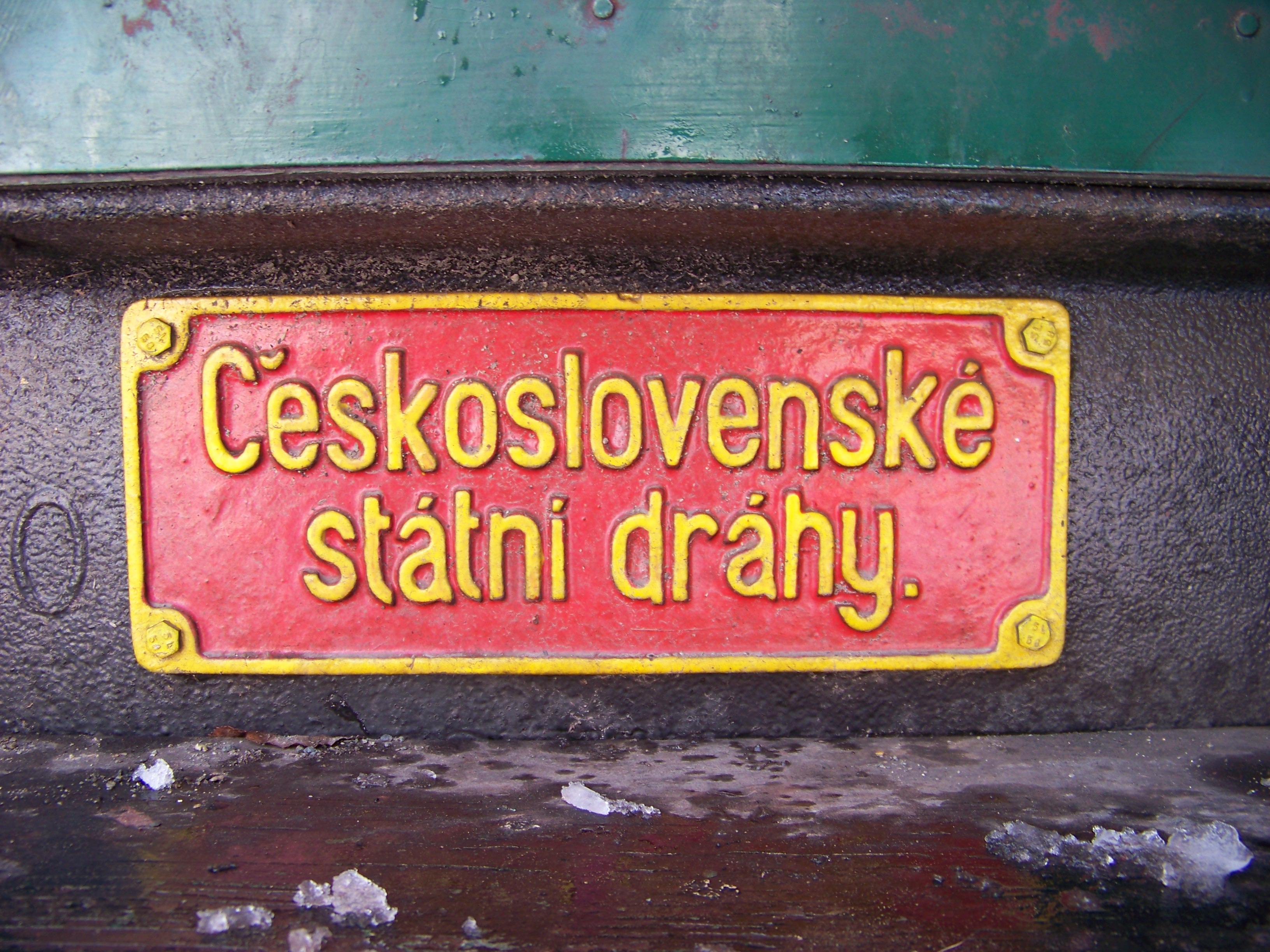
Een naamplaatje van ČSD op een van hun spoorwagons

Československé státní dráhy (ČSD) (Tsjechisch voor Tsjecho-Slowaakse Staatsspoorwegen) was de nationale spoorwegmaatschappij in Tsjecho-Slowakije tussen 1918 en 1992.
De ČSD werd gevormd na het einde van de Eerste Wereldoorlog toen Tsjecho-Slowakije onafhankelijk werd van Oostenrijk-Hongarije. De ČSD nam de infrastructuur en het rollend materieel over van de Oostenrijkse kaiserlich-königliche österreichische Staatsbahnen.
In 1930 had Tsjecho-Slowakije 13.600 km spoorweg (het op vier na grootste net van Europa), waarvan 81% in bezit van de ČSD. Het belangrijkste deel van het spoorwegnet was geconcentreerd in industriële regio's van Tsjechië. 87% van het net was enkelsporig, terwijl 135.000 mensen in dienst waren van de spoorwegen (ongeveer 1% van de bevolking).
In 1939 werd Tsjecho-Slowakije voor de eerste keer opgesplitst. Het Protectoraat Bohemen en Moravië vormde de Boheems-Moravische Spoorwegen (Tsjechisch: Českomoravská Dráha; Duits: Böhmisch-Mährische Bahn) onder toezicht van de Deutsche Reichsbahn. In Slowakije werden de Slowaakse Spoorwegen (Slowaaks: Slovenské železnice) opgericht. In 1945 werd de ČSD weer opgericht als nationale spoorwegmaatschappij.
Bij de scheiding van Tsjechië en Slowakije op 1 januari 1993 werd de ČSD opgesplitst in de Tsjechische Spoorwegen (České dráhy) en de Spoorwegen van de Slowaakse Republiek (Železnice Slovenskej republiky). De infrastructuur werd op basis van locatie gesplitst, de rest werd gesplitst in een verhouding 2:1.

## Elektrificatie
- In de jaren twintig werd een begin gemaakt met de elektrificatie van de Tsjecho-Slowaakse spoorwegen. Rond Praag werd gereden met 1500 volt gelijkstroom.
- Na 1945 werd onder de druk van de Sovjet-Unie de lijn van Praag naar Chop in de tegenwoordige Oekraïne geëlektrificeerd met 3000 volt gelijkstroom (de Russische spanning).
- Ten noorden van deze lijn werd verder met 3000 volt geëlektrificeerd, ten zuiden hiervan met 25.000 volt wisselstroom op 50 Hz. Deze situatie bestaat nog steeds.

## Materieel
- Een overzicht van tractievoertuigen is te vinden in dit overzicht.